# Marco Lanna
Marco Lanna (Genua, 13 juli 1968) is een Italiaans voormalig professioneel voetballer en voetbalbestuurder. Tussen 1987 en 2002 was hij als centrale verdediger actief voor Sampdoria, AS Roma, Salamanca, Real Zaragoza en opnieuw Sampdoria. In 1982 debuteerde hij in het Italiaans voetbalelftal en hij speelde uiteindelijk twee interlands. In december 2021 werd hij voorzitter van Sampdoria.

## Clubcarrière
Lanna speelde in de jeugd van Genoa en maakte in 1986 de overstap naar Sampdoria, waar hij een jaar later zijn professionele debuut maakte. Zeven jaar was hij actief voor Sampdoria, waarmee hij eenmaal landskampioen werd en twee keer de Coppa Italia won. In 1990 was Sampdoria de winnaar van de Europacup II en twee jaar later speelde hij mee in de finale van de Europacup I, waarin FC Barcelona in de verlenging met 1–0 te sterk was. Medio 1993 werd de verdediger overgenomen door AS Roma. Na vier seizoenen in Rome trok Lanna naar Spanje, waar Salamanca zijn nieuwe werkgever werd. Real Zaragoza nam de Italiaan over in de zomer van 1999 en met deze club wist hij in het seizoen 2000/01 de Copa del Rey te winnen. Na een half seizoen zonder speelminuten in het eerste elftal, keerde Lanna nog terug bij Sampdoria, dat inmiddels was gedegradeerd naar de Serie B. De centrumverdediger besloot in de zomer van 2002 op zesendertigjarige leeftijd een punt te zetten achter zijn actieve loopbaan.

## Clubstatistieken
| Seizoen | Club          | Competitie       | Competitie | Competitie | Beker | Beker | Internationaal | Internationaal | Totaal | Totaal |
| Seizoen | Club          | Competitie       | Wed.       | Dlp.       | Wed.  | Dlp.  | Wed.           | Dlp.           | Wed.   | Dlp.   |
| ------- | ------------- | ---------------- | ---------- | ---------- | ----- | ----- | -------------- | -------------- | ------ | ------ |
| 1987/88 | Sampdoria     | Serie A          | 1          | 0          | 0     | 0     | —              | —              | 1      | 0      |
| 1988/89 | Sampdoria     | Serie A          | 19         | 0          | 11    | 0     | 7              | 0              | 37     | 0      |
| 1989/90 | Sampdoria     | Serie A          | 16         | 0          | 2     | 0     | 3              | 0              | 21     | 0      |
| 1990/91 | Sampdoria     | Serie A          | 26         | 0          | 8     | 0     | 7              | 0              | 41     | 0      |
| 1991/92 | Sampdoria     | Serie A          | 31         | 1          | 9     | 0     | 11             | 0              | 51     | 1      |
| 1992/93 | Sampdoria     | Serie A          | 31         | 1          | 2     | 1     | —              | —              | 33     | 2      |
| 1993/94 | AS Roma       | Serie A          | 26         | 1          | 1     | 0     | —              | —              | 27     | 1      |
| 1994/95 | AS Roma       | Serie A          | 31         | 1          | 3     | 0     | —              | —              | 34     | 1      |
| 1995/96 | AS Roma       | Serie A          | 32         | 0          | 1     | 0     | 8              | 0              | 41     | 0      |
| 1996/97 | AS Roma       | Serie A          | 24         | 0          | 1     | 0     | 4              | 0              | 29     | 0      |
| 1997/98 | Salamanca     | Primera División | 26         | 1          | 1     | 1     | —              | —              | 27     | 2      |
| 1998/99 | Salamanca     | Primera División | 27         | 0          | 0     | 0     | —              | —              | 27     | 0      |
| 1999/00 | Real Zaragoza | Primera División | 19         | 0          | 1     | 0     | —              | —              | 20     | 0      |
| 2000/01 | Real Zaragoza | Primera División | 18         | 2          | 6     | 0     | 1              | 0              | 25     | 2      |
| 2001/02 | Real Zaragoza | Primera División | 0          | 0          | 0     | 0     | —              | —              | 0      | 0      |
| 2001/02 | Sampdoria     | Serie B          | 9          | 0          | 0     | 0     | —              | —              | 9      | 0      |
| Totaal  | Totaal        | Totaal           | 336        | 7          | 46    | 2     | 41             | 0              | 423    | 9      |

## Interlandcarrière
Zijn debuut in het Italiaans voetbalelftal maakte Lanna op 14 oktober 1992, toen in Cagliari met 2–2 gelijkgespeeld werd tegen Zwitserland in een kwalificatiewedstrijd voor het WK 1994. Christophe Ohrel en Stéphane Chapuisat scoorden voor de Zwitsers, waarna Roberto Baggio en Stefano Eranio de stand weer gelijktrokken. Lanna mocht van bondscoach Arrigo Sacchi in de basisopstelling beginnen voor deze wedstrijd en speelde het gehele duel mee. De andere Italiaanse debutant dit duel was Mauro Tassotti (AC Milan). Een jaar na zijn debuut speelde hij zijn tweede en laatste interland.
| Interlands van Marco Lanna voor Italië | Interlands van Marco Lanna voor Italië | Interlands van Marco Lanna voor Italië | Interlands van Marco Lanna voor Italië | Interlands van Marco Lanna voor Italië | Interlands van Marco Lanna voor Italië |
| №                                      | Datum                                  | Wedstrijd                              | Uitslag                                | Competitie                             | Goals                                  |
| Als speler van Sampdoria               | Als speler van Sampdoria               | Als speler van Sampdoria               | Als speler van Sampdoria               | Als speler van Sampdoria               | Als speler van Sampdoria               |
| -------------------------------------- | -------------------------------------- | -------------------------------------- | -------------------------------------- | -------------------------------------- | -------------------------------------- |
| 1                                      | 14 oktober 1992                        | Italië – Zwitserland                   | 2 – 2                                  | WK 1994 kwalificatie                   |                                        |
| Als speler van AS Roma                 |                                        |                                        |                                        |                                        |                                        |
| 2                                      | 13 oktober 1993                        | Italië – Schotland                     | 3 – 1                                  | WK 1994 kwalificatie                   |                                        |

## Carrière na pensioen
In augustus 2011 werd Lanna aangesteld als sportief directeur bij Piacenzo. Hier vertrok hij na een half seizoen weer.
Lanna werd in december 2021 de nieuwe voorzitter van Sampdoria, na het opstappen van Massimo Ferrero.

## Erelijst
| Competitie    |           |                  |           |           |
| Competitie    | Aantal    | Jaren            |           |           |
| Sampdoria     | Sampdoria | Sampdoria        | Sampdoria | Sampdoria |
| ------------- | --------- | ---------------- | --------- | --------- |
| Serie A       | 1         | 1990/91          |           |           |
| Coppa Italia  | 2         | 1987/88, 1988/89 |           |           |
| Supercoppa    | 1         | 1991             |           |           |
| Europacup II  | 1         | 1989/90          |           |           |
| Real Zaragoza |           |                  |           |           |
| Copa del Rey  | 1         | 2000/01          |           |           |